# 蛋堡 (音樂人)
杜振熙（1982年12月7日—），藝名蛋堡、軟嘴唇（Soft Lipa），臺灣臺南人，饒舌歌手。國立臺南第一高級中學、國立雲林科技大學視覺傳達設計學系畢業。2021年，杜振熙以《家常音樂》奪下第32屆金曲獎最佳華語男歌手獎和最佳華語專輯獎。

## 生平

### 求學時期
首次接觸的饒舌音樂是MC HOTDOG 的DEMO，從此開始對饒舌音樂深感興趣，也以錄音帶錄下的第一首饒舌歌曲作品《性慾爆炸》，高三時與熱舞社學弟RPG（Rap Guy）以一首《Skool Life一中生活》拿下竹音椰韻的冠軍並成為台南一中地下校歌，就此建立地下饒舌團體“竹幫”。2006年與另一個饒舌團體“黃氏”，推出地下專輯“The 品質尚未保證 Mixtape”，當時成員包含Yance、RPG、蛋堡、Lil' P、天殺、國蛋。為了滿足創作慾望，他也化名為DJ KuSouL發表了一系列饒舌歪歌“烙賽在褲底”、“史蒂芬周的饒舌battle 1、2（周星馳RAP）”、“印度麥可上夜店”等歌曲。

### 音樂生涯
藝名“蛋堡”的由來是因為在幼年時期，其父親每天載他去上學的時候都會點一份麥當勞的火腿蛋堡讓他當早餐。蛋堡就讀國立雲林科技大學視覺傳達系大四時，被以饒舌音樂為主體的新興唱片公司顏社企業網羅，為其他饒舌歌曲進行後製。2019年8月28日，蛋堡於顏社電台EP3直播中宣布，創立自己的音樂單位“任性的人”，後續會在此平台推出音樂、企劃與活動，新專輯預計於2019冬季於此音樂單位推出，但延期到2020年1月22號才開放預購，並於2月14號正式發售。數位版本隨後於2月22日在“任性的人”官網開放購買，蛋堡在訪問中表示沒有讓專輯上任何串流平台的計畫。預購結束後，僅能在快閃店內購買到實體專輯。“任性的人”快閃店原定開幕時間為2020年3月7號至3月25號，由於COVID-19影響，提前於結束3月22號結束，令眾多歌迷感到惋惜。2021年，蛋堡奪下第32屆金曲獎最佳華語男歌手獎和最佳華語專輯獎。

## 音樂作品

### EP
| 發行順序 | EP                                                                                              | 曲目                                 |
| 1st      | 《黃金年代EP》 - 共同參與 : （AP滿人,JNCO) - 發行日：2008年5月20日 - 唱片公司：顏社企業有限公司 | 曲目 1. 黃金年代 2. 純正好貨 3. 十年 |

### 個人專輯
| 發行順序 | 專輯                                                                                              | 曲目 |
| 1st      | 《收斂水》 - 發行日：2009年7月5日 - 唱片公司：顏社企業有限公司                                    | 曲目 1. Hit the Rhyme 2. Bamboo Holla 3. 鄉愁 4. 關於小熊 5. 給我一個吻(skit) 6. 遇見 7. Start it Underground 8. 金賭爛 9. 煙霧瀰漫(JAZZY REMIX) 10. 熱水澡 11. 收斂水 12. Outro 13. 煙霧瀰漫(bouns) 14. 打包 |
| 2nd      | 《Winter Sweet》 - 發行日：2009年12月31日 - 唱片公司：顏社企業有限公司                            | 曲目 1. Soft Lintro 2. 少年維持著煩惱 3. 新生活 4. 後來的切片 之一 5. 白天自由,夜晚寂寞 6. 夜聊(你說,我說) feat. 李英宏 7. 你還記得嗎? 8. 後來的切片 之二 9. 偷偷 feat. 閻韋伶 10. 慢慢來 11. 後來的切片 之三 12. Winter Morning Sounds 13. Winter Sweet 14. 旅途愉快 15. 再做一次好夢 |
| 3rd      | 《月光》 - 發行日：2010年10月8日 - 唱片公司：顏社企業有限公司                                     | 曲目 1. We got Jazz 2. 經典！ 3. I want you 4. 鑽牙者 5. 她和時間跳華爾滋 6. 過程 7. 月光下 8. 夜間漫遊 9. 經典！ Blu-Swing remix 10. 過程 14? remix 11. 過程 Shin-Ski`s Still In Progress Remix |
| 4th      | 《踩．腳．踏．車》 - 發行日：2011年10月25日 - 唱片公司：顏社企業有限公司                          | 曲目 1. ShinLip(intro) 2. 踩腳踏車 3. Day by Day(interlude) 4. 噓...(ft. 徐佳瑩) 5. 黃昏濱海(interlude) (提供) 6. 聽一首歌(ft. Matzka) 7. MPC, Turntables and Mic(skit) 8. 找王A 9. 未完待續(outro) 10. Music is Magic(ft. ShinSight Trio) |
| 5th      | 《月光下的六重奏：演唱會紀實 (DVD)》 - 發行日：2012年6月1日 - 唱片公司：顏社企業有限公司          | 曲目 1. We Got Jazz 2. 經典！ 3. I want you 4. 時間漫遊 5. 偷偷 6. 月光下 7. 鑽牙者 8. 她和時間跳華爾茲 9. Battle 10. 熱水澡 11. 關於小熊 12. 少年維持著煩惱 13. 煙霧瀰漫 14. 收斂水 15. 過程 |
| 6th      | 《你所不知道的杜振熙之內部整修》 - 發行日：2013年7月30日 - 唱片公司：顏社企業有限公司             | 曲目 1. 內部整修 (Intro) 2. 如夢似幻 3. 冰河時期 4. 綁架我 5. 當我來到這里 (Feat. Miss Ko) 6. 屎王 7. 您所撥的電話 8. Ahh Yeah 9. 空襲與庇護所 10. 雨沒停過 11. 仇人的孩子 12. 7樓的鋼琴老師 13. 墜落 14. 落幕 15. 演員 16. 我們都有問題 (Feat. N.Chen) 17. 台北市大安區 18. 房間 19. Deep Sleep 20. 夢的作者 21. 寫一首歌 (Feat. 方大同) 22. 伊爾的移動 23. 梅雨記 24. Rewind 25. Hohoho 2006 26. 史詩 |
| 7th      | 《家常音樂》 - 發行日：2020年2月 - 唱片公司：任性的人工作室 self centered studio                  | 曲目 1. 馬麻我們在玩這個 (intro) (CD only) 2. 心不在焉 3. 姑娘 4. 雞公乒乓跳 5. 家常音樂 6. 這麼大聲吧 (skit) (CD only) 7. 白天看腦晚上看牙 8. 等待佛陀 9. 蜘蛛 10. 鏘的人千萬不要自我懷疑 11. 近黃昏 12. 你拍我唸 (skit) (CD only) 13. 無為而唱 14. 台南畫外音 (interlude) (CD only) 15. 音菩薩 16. 大禹 (feat. 9m88) 17. 琴操 18. 飽鏘之歌 (skit) (CD only) 19. Ice Ice Jelly 20. 催眠詩 21. 上律動 22. 足月 (interlude) (CD only) 23. 小妹小妹不要哭 24. 午后自娛焚香操PAD (skit) (CD only) 25. 音樂小分子 26. 重新整理 27. SoftLiPAPA 28. 我按的 (outro) (CD only) |
| 8th      | 《LOOPS for LIFE VOL. 1》 - 發行日：2022年1月19日 - 唱片公司：任性的人工作室 self centered studio | 曲目 1. 南風 2. 相對濕度 3. Hypomania 4. 1996 5. 台61 6. 慢房子 7. 無盡之夏 8. 內心戲 9. Moodless 10. 腦禪遊記 11. 無明 12. 失神 |

### 合作歌曲
| 年份   | 歌手                                                                 | 曲目                       | 專輯                             |
| 2007年 | 參劈                                                                 | 巨蟒Remix                  |                                  |
| 2007年 | 參劈                                                                 | 尋找                       |                                  |
| 2008年 | Jnco                                                                 | 未曾改變                   |                                  |
| 2008年 | Jnco、滿人                                                           | 黃金年代                   | 《黃金年代》                     |
| 2008年 | Jnco、滿人                                                           | 純正好貨                   | 《黃金年代》                     |
| 2008年 | Jnco、滿人                                                           | 十年                       | 《黃金年代》                     |
| 2009年 | Lu1、Cee                                                             | Start it underground remix |                                  |
| 2009年 | 李英宏                                                               | 夜聊夜聊(你說，我說)       | 《Winter Sweet》                 |
| 2009年 | 閻韋伶                                                               | 偷偷                       | 《Winter Sweet》                 |
| 2010年 | 國蛋、PG、Lo-Wei                                                     | K Represent                | 《Back Again Mixtape》           |
| 2011年 | ManhanD                                                              | 慢輕頌                     | 《Life Goes On》                 |
| 2011年 | 大支                                                                 | 最後的早晨                 | 《人》                           |
| 2011年 | 大支                                                                 | 不滅                       | 《人》                           |
| 2011年 | 徐佳瑩                                                               | 噓...                      | 《踩.腳.踏.車.》                 |
| 2011年 | ShinSight Trio                                                       | Musics Magic               | 《踩.腳.踏.車.》                 |
| 2011年 | Matzka                                                               | 聽一首歌                   | 《踩.腳.踏.車.》                 |
| 2011年 | Matzka                                                               | We Believe                 |                                  |
| 2011年 | 廿四味                                                               | Chillax                    | 《Bring It On!》                 |
| 2012年 | MC HotDog、大支                                                      | We miss you                | 《大寶導紀念歌曲》               |
| 2012年 | 陳柏銓                                                               | Rainy Day                  | 《almost famous》                |
| 2012年 | 黃玠                                                                 | 放個假                     | 《放個假》                       |
| 2012年 | 黃玠                                                                 | 少年維持著煩惱             | 《放個假》                       |
| 2012年 | MC HotDog                                                            | 不吃早餐才是一件很嘻哈的事 | 《貧民百萬歌星》                 |
| 2012年 | 葛仲珊、國蛋                                                         | 太陽下                     | 《Knock Out 葛屁》               |
| 2012年 | Kreva                                                                | C'mon Let's go             | 《JAPANESE RAP STAR for ASIA》   |
| 2013年 | 葛仲珊、PG、艾瑋倫                                                   | Melting Gold               |                                  |
| 2013年 | 方大同                                                               | 寫一首歌                   | 《你所不知道的杜振熙之內部整修》 |
| 2013年 | 葛仲珊                                                               | 當我來到這裡               | 《你所不知道的杜振熙之內部整修》 |
| 2013年 | N.Chen                                                               | 我們都有問題               | 《你所不知道的杜振熙之內部整修》 |
| 2013年 | 葛仲珊、MC HotDog                                                    | Walk This Way              |                                  |
| 2014年 | 國蛋                                                                 | 外面有點冷                 | 《Dr.Paper Vol.2 Blue Dream》    |
| 2014年 | 無限融合樂團                                                         | 混 靈魂                    | 《5》                            |
| 2014年 | 韋禮安                                                               | 迷路                       | 《有所畏》                       |
| 2014年 | 張惠妹                                                               | 偏執面                     | 《偏執面》                       |
| 2014年 | JABBERLOOP                                                           | 恍惚                       | 《魂》                           |
| 2016年 | Starr Chen                                                           | 噹噹噹                     | 《WELCOME TO THE NEXT LEVEL》    |
| 2016年 | 李英宏                                                               | 什麼時候她                 | 《台北直直撞》                   |
| 2016年 | Lu1、Cee                                                             | HighLight                  | 《午夜列車上的告別》             |
| 2017年 | 張惠妹                                                               | 戒斷                       | 《偷故事的人》                   |
| 2018年 | Leo王                                                                | 無病呻吟                   | 《無病呻吟有情抒情》             |
| 2018年 | 9m88                                                                 | 台北嘻哈故事               |                                  |
| 2019年 | Jnco、滿人                                                           | Fish Ball                  |                                  |
| 2019年 | 熊仔                                                                 | ...夢中夢中夢中夢中...     | 《夢想成真》                     |
| 2020年 | 9m88                                                                 | 大禹                       | 《家常音樂》                     |
| 2020年 | 李英宏                                                               | 水哥                       | 《水哥2020》                     |
| 2021年 | 田馥甄/吳青峰/李泉/林俊傑/韋禮安/孫盛希/萬芳/瘦子 E.SO/譚維維/蘇慧倫 | 2021 手牽手                |                                  |
| 2022年 | ØZI                                                                  | DEATH TRIP 跑馬燈          |                                  |
| 2022年 | Yappy、Black MIC                                                     | One Time                   |                                  |
| 2023年 | 國蛋                                                                 | White Noise                | 《GDNA》                         |

### 音樂製作
| 年份   | 歌手   | 專輯                 | 備註       |
| 2012年 | 葛仲珊 | 《葛屁 Knock Out》   | 全專輯製作 |
| 2018年 | Leo王  | 《無病呻吟有情抒情》 |            |

其他
2013年與潮流品牌“Remix Clothing Taipei”合作，推出形象單曲《Melting Gold》，由三位顏社旗下成員，蛋堡、小豬與第24屆最佳新人葛仲珊演唱，吉他solo部分則由艾瑋倫呈現。但蛋堡在音樂錄影帶拍攝時意外受傷，因此延後其他音樂作業進度，直到2013年七月初舉行搶聽派對後才宣布將發行新專輯《你所不知道的杜振熙之內部整修》。

## 演唱會
| 日期                                              | 城市 | 場館                           | 備註                       |
| 『靈魂的收斂水』                                  |      |                                |                            |
| 2009年7月24日                                     | 台北 | 河岸留言西門紅樓展演館         | 20:30                      |
| 2009年8月21日                                     | 上海 | 芷江夢工場                     |                            |
| 『三城巡演』                                      |      |                                |                            |
| 2010年9月3日                                      | 台北 | THE WALL公館                   | 20:00                      |
| 2010年9月11日                                     | 台中 | 文英館                         | 20:00                      |
| 2010年9月17日                                     | 高雄 | THE WALL駁二                   | 19:30                      |
| 『蛋堡表示：買CD送海報，只有今天！』              |      |                                |                            |
| 2010年11月19日                                    | 台北 | 河岸留言西門紅樓展演館         | 20:00                      |
| 『月光下的六重奏』 JABBERLOOP共演                 |      |                                |                            |
| 2010年12月25日                                    | 台北 | Legacy Taipei                  | 19:30                      |
| 『月光光心慌慌』入圍金曲前限定演出 JABBERLOOP共演 |      |                                |                            |
| 2011年6月16日                                     | 台北 | 河岸留言西門紅樓展演館         | 20:00                      |
| 『踩.腳.踏.車』                                   |      |                                |                            |
| 2011年10月28日                                    | 高雄 | THE WALL駁二                   | 19:30                      |
| 『SHINLIP TRIO』 Shin-Ski、DJ Ryow共演            |      |                                |                            |
| 2011年11月4日                                     | 台北 | THE WALL公館                   | 20:00                      |
| 『年度公演 東京爵士俱樂部』 JABBERLOOP共演        |      |                                |                            |
| 2012年5月19日                                     | 台北 | THE WALL公館                   | 20:00                      |
| 2012年5月20日                                     | 高雄 | THE WALL駁二                   | 19:30                      |
| 『你所不知道的杜振熙之內部整修 搶聽派對』         |      |                                |                            |
| 2013年7月3日                                      | 台北 | Triangle                       | 14:00                      |
| 『歡迎來到我的房間』個人首場TICC演唱會            |      |                                |                            |
| 2013年12月21日                                    | 台北 | 台北國際會議中心               | 19:30                      |
| 『冬日夢遊』                                      |      |                                |                            |
| 2014年12月19日                                    | 台中 | Legacy Taichung                | 20:00                      |
| 『夢遊，遊夢』中國巡迴演唱會                      |      |                                |                            |
| 2015年6月17日                                     | 廣州 | 中央車站                       | 20:00                      |
| 2015年7月25日                                     | 北京 | 糖果俱樂部                     | 20:00                      |
| 2015年8月15日                                     | 上海 | 淺水灣文化藝術中心大劇場Q hall | 20:00                      |
| 2015年9月4日                                      | 成都 | MINI LIVE                      | 20:00                      |
| 2015年9月5日                                      | 重慶 | MAO Liveclub                   | 20:00                      |
| 2015年9月19日                                     | 武漢 | VOX LIVEHOUSE                  | 20:00                      |
| 2015年11月20日                                    | 南京 | 創意中央產業園MATRIX館         | 20:00                      |
| 2015年11月21日                                    | 合肥 | ON THE WAY 大摩店              | 20:00                      |
| 2015年11月27日                                    | 杭州 | LINEOUT                        | 20:00                      |
| 2015年11月28日                                    | 寧波 | CMK-LIVEHOUSE                  | 20:00                      |
| 『夢遊，遊夢』中國巡迴演唱會 最終章               |      |                                |                            |
| 2016年5月20日                                     | 香港 | Music Zone                     | 原定15年12月18日舉辦 20:00 |
| 2016年5月21日                                     | 深圳 | A8 LIVE                        | 原定15年12月19日舉辦 20:00 |
| 『摯友動態』                                      |      |                                |                            |
| 2023年7月15日                                     | 台北 | 公館小河岸                     | 19:30                      |
| 『熙哈大帝國 RSDR KINGDOM 1』                     |      |                                |                            |
| 2023年12月30日                                    | 台北 | The Wall公館                   | 19:30                      |
| 『90BPM party』 龍膽紫_(組合)共演                 |      |                                |                            |
| 2025年03月08日                                    | 台北 | SUB LIVE                       | 18:30                      |

### 誠品音樂分享會
| 日期                               | 城市 | 場館             | 備註  |
| 『九邀邀，八點來敦南誠品聽蛋堡。』 |      |                  |       |
| 2009年9月11日                      | 台北 | 敦南店           | 20:40 |
| 『蛋堡的爵士，輕饒舌』             |      |                  |       |
| 2009年9月18日                      | 高雄 | 夢時代店         | 20:00 |
| 2009年9月19日                      | 台南 | 台南店           | 16:00 |
| 2009年9月25日                      | 台中 | 園道店           | 20:00 |
| 『月光』                           |      |                  |       |
| 2010年11月5日                      | 台北 | 信義音樂館       | 20:00 |
| 2011年11月13日                     | 台中 | 園道店           | 15:00 |
| 2011年11月27日                     | 台南 | 安平店           | 15:00 |
| 2011年11月27日                     | 高雄 | 夢時代店         | 20:00 |
| 『踩.腳.踏.車』                    |      |                  |       |
| 2011年10月29日                     | 台中 | 園道店           | 20:00 |
| 2011年10月30日                     | 台北 | 敦南音樂館       | 15:00 |
| 2011年11月11日                     | 台南 | 台南音樂館       | 22:00 |
| 2011年11月12日                     | 高雄 | 夢時代店         | 15:00 |
| 2011年11月18日                     | 台北 | 信義音樂館       | 20:00 |
| 2011年11月19日                     | 台北 | 站前店藝文西廣場 | 15:00 |

## 獎項紀錄
| 年份 | 屆次                     | 專輯                             | 獎項                | 入圍                             | 結果 |
| 2010 | KKBOX數位風雲榜          | 《收斂水》                       | 獨立精神音樂奬      | 《收斂水》                       | 獲獎 |
| 2010 | 第13屆中華音樂人交流協會 | 《收斂水》                       | 年度十大專輯        | 《收斂水》                       | 獲獎 |
| 2010 | 第21屆金曲獎             | 《Winter Sweet》                 | 最佳新人獎          | 《Winter Sweet》                 | 提名 |
| 2010 | 第1屆金音創作獎          | 《收斂水》                       | 最佳嘻哈專輯獎      | 《收斂水》                       | 提名 |
| 2010 | 第1屆金音創作獎          | 《收斂水》                       | 最佳嘻哈單曲獎      | 〈關於小熊〉                     | 獲獎 |
| 2010 | 第1屆金音創作獎          | 《Winter Sweet》                 | 最佳嘻哈單曲獎      | 〈少年維持著煩惱〉               | 提名 |
| 2011 | 第14屆中華音樂人交流協會 | 《月光》                         | 年度十大專輯        | 《月光》                         | 獲獎 |
| 2011 | 第22屆金曲獎             | 《月光》                         | 最佳國語專輯奬      | 《月光》                         | 提名 |
| 2011 | 第2屆金音創作獎          | 《月光》                         | 最佳嘻哈專輯奬      | 《月光》                         | 獲獎 |
| 2011 | 第2屆金音創作獎          | 《月光》                         | 最佳嘻哈單曲奬      | 〈過程〉                         | 獲獎 |
| 2011 | 第2屆金音創作獎          | 《月光》                         | 最佳爵士單曲獎      | 〈經典！〉                       | 提名 |
| 2012 | Hit FM十大專輯           | 《踩.腳.踏.車》                  | 年度十大專輯        | 《踩.腳.踏.車》                  | 獲獎 |
| 2012 | 第3屆金音創作獎          | 《踩.腳.踏.車》                  | 最佳嘻哈單曲奬      | 〈找王A〉                        | 獲獎 |
| 2012 | 第3屆金音創作獎          | 《踩.腳.踏.車》                  | 最佳節奏藍調單曲獎  | 〈噓...(ft. 徐佳瑩)〉            | 提名 |
| 2014 | Hit FM十大專輯           | 《你所不知道的杜振熙之內部整修》 | 年度十大專輯        | 《你所不知道的杜振熙之內部整修》 | 獲獎 |
| 2014 | 第25屆金曲獎             | 《你所不知道的杜振熙之內部整修》 | 最佳國語專輯獎      | 《你所不知道的杜振熙之內部整修》 | 提名 |
| 2014 | 第25屆金曲獎             | 《你所不知道的杜振熙之內部整修》 | 最佳專輯製作人獎    | 《你所不知道的杜振熙之內部整修》 | 提名 |
| 2014 | 第25屆金曲獎             | 《你所不知道的杜振熙之內部整修》 | 最佳國語男歌手獎    | 《你所不知道的杜振熙之內部整修》 | 提名 |
| 2014 | 第5屆金音創作獎          | 《你所不知道的杜振熙之內部整修》 | 最佳嘻哈專輯奬      | 《你所不知道的杜振熙之內部整修》 | 獲獎 |
| 2014 | 第5屆金音創作獎          | 《你所不知道的杜振熙之內部整修》 | 最佳嘻哈單曲奬      | 〈史詩〉                         | 獲獎 |
| 2015 | 第26屆金曲獎             | 張惠妹《偏執面》                 | 最佳年度歌曲獎      | 〈偏執面〉                       | 提名 |
| 2020 | 第31屆金曲獎             | 9m88《平庸之上》                 | 最佳單曲製作人獎    | 〈最高品質靜悄悄 Airplane Mode〉 | 提名 |
| 2020 | 第11屆金音創作獎         | 《家常音樂》                     | 最佳專輯獎          | 《家常音樂》                     | 提名 |
| 2020 | 第11屆金音創作獎         | 《家常音樂》                     | 最佳創作歌手獎      | 《家常音樂》                     | 提名 |
| 2020 | 第11屆金音創作獎         | 《家常音樂》                     | 最佳嘻哈專輯獎      | 《家常音樂》                     | 提名 |
| 2020 | 第11屆金音創作獎         | 《家常音樂》                     | 最佳嘻哈單曲奬      | 〈雞公乒乓跳〉                   | 提名 |
| 2020 | 第11屆金音創作獎         | 《家常音樂》                     | 最佳嘻哈單曲奬      | 〈白天看腦晚上看牙〉             | 提名 |
| 2021 | 第24屆中華音樂人交流協會 | 《家常音樂》                     | 年度十大專輯        | 《家常音樂》                     | 獲獎 |
| 2021 | 第24屆中華音樂人交流協會 | 《家常音樂》                     | 年度十大單曲        | 〈家常音樂〉                     | 獲獎 |
| 2021 | 第32屆金曲獎             | 《家常音樂》                     | 年度專輯獎          | 《家常音樂》                     | 提名 |
| 2021 | 第32屆金曲獎             | 《家常音樂》                     | 最佳華語專輯獎      | 《家常音樂》                     | 獲獎 |
| 2021 | 第32屆金曲獎             | 《家常音樂》                     | 最佳華語男歌手獎    | 《家常音樂》                     | 獲獎 |
| 2021 | 第32屆金曲獎             | 《家常音樂》                     | 最佳作詞人獎        | 〈蜘蛛〉                         | 提名 |
| 2021 | 第21屆南方音樂盛典       | 《家常音樂》                     | 最佳嘻哈/說唱藝人獎 | 《家常音樂》                     | 待定 |
| 2022 | 第33屆金曲獎             | 《DEATH TRIP 跑馬燈》            | 最佳單曲製作人獎    | 〈DEATH TRIP 跑馬燈〉            | 提名 |
| 2022 | 第33屆金曲獎             | 《DEATH TRIP 跑馬燈》            | 年度歌曲獎          | 〈DEATH TRIP 跑馬燈〉            | 提名 |
| 2022 | 第33屆金曲獎             | 《DEATH TRIP 跑馬燈》            | 最佳MV獎            | 〈DEATH TRIP 跑馬燈〉            | 提名 |
| 2022 | 第13屆金音創作獎         | 《DEATH TRIP 跑馬燈》            | 最佳嘻哈歌曲奬      | 〈DEATH TRIP 跑馬燈〉            | 提名 |
| 2022 | 第25屆中華音樂人交流協會 | 《DEATH TRIP 跑馬燈》            | 年度十大單曲        | 〈DEATH TRIP 跑馬燈〉            | 獲獎 |

## 外部連結
- 蛋堡Facebook個人首頁 （页面存档备份，存于）
- 顏社官方頻道 （页面存档备份，存于）
- 蛋堡（Softlipa）官方頻道 （页面存档备份，存于）
- 蛋堡的Instagram帳戶
- 任性的人 self centered studio 官方網站 （页面存档备份，存于）